# Leszek Golonka
Leszek Jan Golonka (ur. 1946) – polski inżynier elektronik. Absolwent Politechniki Wrocławskiej. Od 2002 r. profesor na Wydziale Elektroniki Mikrosystemów i Fotoniki Politechniki Wrocławskiej.